# Droga wojewódzka 599
Die Droga wojewódzka 599 (DW599) ist eine 1,4 Kilometer lange Droga wojewódzka (Woiwodschaftsstraße) in der Woiwodschaft Kujawien-Pommern in Polen. Die Strecke im Powiat Toruński verbindet zwei weitere Woiwodschaftsstraßen.
Die Straße geht im Dorf Mirakowo als Verlängerung aus der Woiwodschaftsstraße DW499 hervor und verläuft in nördlicher Richtung. Hinter der Siedlung Grodno biegt sie in Richtung Nordosten und mündet in die Woiwodschaftsstraße DW649 ein.

## Streckenverlauf
Woiwodschaft Kujawien-Pommern, Powiat Toruński
-  Mirakowo (DW499)
-  Grodno
-  Grodno (DW649)